# دبرول‌سکی (دهانه)
دبرول‌سکی یک دهانه برخوردی در ماه‌ است.

## دهانه‌های اقماری
این دهانه ۳ دهانه اقماری دارد.
| Dobrovolʹskiy | عرض جغرافیایی | طول جغرافیایی | قطر          |
| ------------- | ------------- | ------------- | ------------ |
| R             | ۱۴.۰° S       | ۱۲۷.۷° E      | ۲۴.۰ کیلومتر |
| M             | ۱۴.۶° S       | ۱۲۹.۶° E      | ۳۱.۰ کیلومتر |
| D             | ۱۲.۲° S       | ۱۳۰.۶° E      | ۴۹.۰ کیلومتر |